# Імоджен Каннінгем
І́моджен Ка́ннінгем (англ. Imogen Cunningham; 12 квітня 1883, Портленд, Орегон, США — 24 червня 1976, Сан-Франциско, Каліфорнія, США) — американська фотографиня, відома за фотографіями рослин, оголеної натури та промисловості. Вона також була учасницею «Групи f/64».

## Життєпис

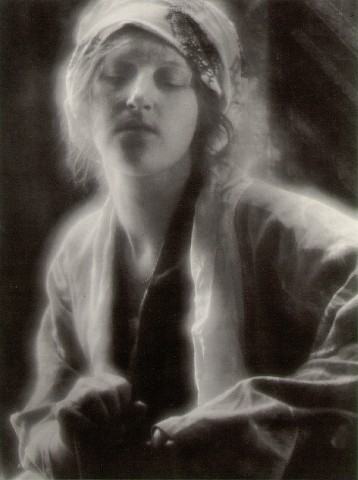
«Мрія», 1910 рік

Імоджен Каннінгем народилася 12 квітня 1883 року в Портленді (Орегон, США). У віці 18 років вона придбала свій перший фотоапарат, проте незабаром втратила до нього інтерес і продала одному з друзів. 1906 року, під час навчання в Університеті Вашингтона (Сіетл), вона познайомилася з роботами Гертруди Кезебір і знову зацікавилася фотографією. Завдяки допомозі викладача хімії Хораса Баєрса Каннінгем швидко опанувала принципами фотографії і почала підробляти, знімаючи рослини для відділу ботаніки.
Після здобуття вищої освіти 1907 року Каннінгем почала працювати в сіетльській студії з Едвардом Кертісом, ознайомившись завдяки цьому з портретною фотографією.
1909 року вона отримала можливість пройти стажування за кордоном і, за порадою викладача хімії, вирушила в Дрезден (Німеччина), де викладав професор Роберт Лютер.
Після приїзду до Німеччини Каннінгем була деякий час занадто зайнятою навчанням і майже не фотографувала. У травні 1910 року вона закінчила свою роботу «Про пряме проявлення платинового паперу для коричневих тонів» (англ. About the Direct Development of Platinum Paper for Brown Tones), присвячену способу збільшення швидкості друкування, підвищенню чистоти світлих тонів і створенню сепії.
Після повернення до Сіетла Каннінгем відкрила власну фотостудію. 1913 року вона стала членкинею Бруклінської академії гуманітарних і точних наук. 1914 року її портрети виставлено в Нью-Йорку на виставці Міжнародної образотворчої фотографії, а її портфоліо видав журнал Wilson's Photographic Magazine.
1915 року Каннінгем опублікувала серію фотографій оголеної натури. Хоча її роботи отримали позитивні відгуки, вона зіткнулася і з масовим несхваленням подібних робіт і з цієї причини не поверталася до них протягом 55 років.
Протягом 1915—1920 років Каннінгем продовжувала працювати. У цей період вона також народила троє дітей (1915 року вона вийшла заміж за Роя Патріджа). 1920 року вона зі сім'єю переїхала до Сан-Франциско, де стала викладачем у коледжі Міллза. У цей період стиль її робіт зазнав деяких змін. В 1923—1925 роках вона захопилася фотографуванням рослин, а пізніше — промислових пейзажів.
1929 року Едвард Вестон номінував 10 робіт Каннінгем на участь у виставці «Фото і кіно» в Штутгарті. 1932 року Імоджен Каннінгем була учасницею «Групи f/64» (англ. Group f/64). В 1934—1936 роках вона також працювала в Нью-Йорку для Vanity Fair.
У 1940-х роках Каннінгем перейшла до вуличної фотографії, продовжуючи одночасно займатися комерційною зйомкою. Вона також отримала роботу викладача в Каліфорнійській школі образотворчого мистецтва.
Померла Імоджен Каннінгем 24 червня 1976 в Сан-Франциско (США) у віці 93 років.
На честь Імоджен Каннінгем названо кратер на Меркурії.

## Видання
- Imogen Cunningham: Portraiture, 1997 ISBN 0-8212-2437-9
- Imogen Cunningham: On the Body, 1998 ISBN 0-8212-2438-7
- Imogen Cunningham 1883—1976, 2001 ISBN 3-8228-7182-6
- Imogen Cunningham: Flora, 2001 ISBN 0-8212-2731-9